# Eisenbahn Pilsen-Priesen(-Komotau)

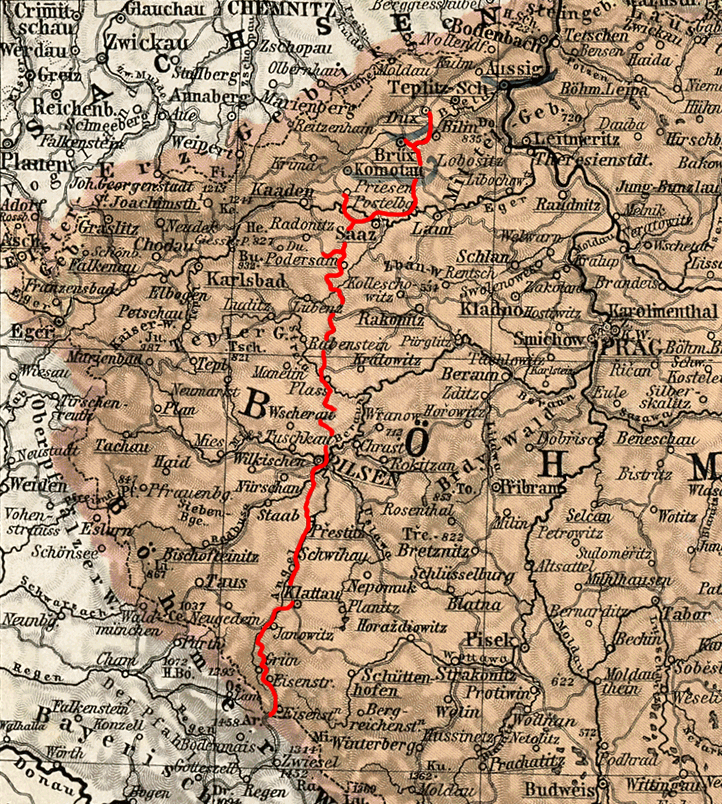
Az EPPK vonalhálózata

A k.k. privilegierte Eisenbahn Pilsen–Priesen(–Komotau) (E.P.P.K.) egy magánvasút-társaság volt az Osztrák-Magyar Monarchiában, melynek vonalai a mai Csehország területén voltak.

## Története
1870 április 21-én  "Herceg Richard Metternich-Winneburg Anton Edler von Stark, Jaromir Czernin, Johann Graf Lazansky, Dr. Theodor Hassmann és William Daniel koncessziótulajdonosok engedélyt kaptak egy gőzmozdonyüzemű vasútvonal építésére Pilsentől  Priesen (Komotau)-ig összeköttetéssel a  k.k. priv. Buschtiehrader Eisenbahn-al, elágazással Saatz felé, csatlakozás egyrészt Bruxhoz, másrészt Duxhoz. a k.k. priv. Aussig-Teplitzer Eisenbahn-nal." A forgalom a  Pilsen–Dux vonalon a leágazással Brüx-felé 1872-ben és 1873-ban indult meg. A rövid összekötő szakasz Schaboglück-től Priesen-át Komotau-ig csak néhány évvel később, 1879-ben készült el.
Épített még a társaság egy vonalat Pilsentől délre Neuern-ig, melyet 1877 október 20-án meghosszabbítottak Markt Eisenstein felé (ma: Železná Ruda) a bajor határig. A német rész összeköttetésben volt a Plattling–Zwiesel–Eisenstein (ma: Bayerische Waldbahn) vonallal, a Königliche Bayerische Staats-Eisenbahnen–al, mely 1877 november 15-én nyílt meg. Így megteremtődött a legrövidebb összeköttetés egyrészt München és Prága, másrész az északcsehországi kőszénbányák között. Egy további távösszeköttetést is terveztek Mlatz-tól Karlsbadon át Johanngeorgenstadt-ig, de – bár 1872-ben megkapták rá a koncessziót - pénzhiány miatt nem valósult meg.
1884 január 1-én a társaságot államosították. A vonalak és a járműállomány – kivéve a Lokalbahn Kaschitz–Schönhof vonalat – az osztrák állami vasúttársasághoz, a kkStB-hez kerültek. A rákövetkező időben a vonal fokozatosan elvesztette nemzetközi jelentőségét.

## A vonalak
- Pilsen–Dux (* 1872/1873)
- Obernitz–Brüx (*1872)
- Schaboglück–Priesen (1873–1879)
- Eisenstein–Pilsen (* 1877)
- Kaschitz–Schönhof (* 1881)

## A mozdonyok
| Lokomotiven der Eisenbahn Pilsen-Priesen(-Komotau) | Lokomotiven der Eisenbahn Pilsen-Priesen(-Komotau) | Lokomotiven der Eisenbahn Pilsen-Priesen(-Komotau) | Lokomotiven der Eisenbahn Pilsen-Priesen(-Komotau) | Lokomotiven der Eisenbahn Pilsen-Priesen(-Komotau) | Lokomotiven der Eisenbahn Pilsen-Priesen(-Komotau) | Lokomotiven der Eisenbahn Pilsen-Priesen(-Komotau) | Lokomotiven der Eisenbahn Pilsen-Priesen(-Komotau) | Lokomotiven der Eisenbahn Pilsen-Priesen(-Komotau) |
| -------------------------------------------------- | -------------------------------------------------- | -------------------------------------------------- | -------------------------------------------------- | -------------------------------------------------- | -------------------------------------------------- | -------------------------------------------------- | -------------------------------------------------- | -------------------------------------------------- |
| EPPK-Nr.                                           | Darabszám                                          | Gyártó                                             | Gyártási év                                        | Jelleg                                             | kkStB-Nr.                                          | ČSD-Nr.                                            | kép                                                |                                                    |
| 1–6                                                | 6                                                  | Sigl                                               | 1872–1873                                          | 1B-n2                                              | 13.01–06 (alt), 20.12–16 (átépítve)                | -                                                  |                                                    |                                                    |
| 7–12                                               | 6                                                  | Sigl                                               | 1876                                               | 1B-n2                                              | 20.01–06                                           | -                                                  |                                                    |                                                    |
| 21–34                                              | 14                                                 | Sigl                                               | 1871/72                                            | C-n2                                               | 36.01–14                                           | 312.801                                            | -                                                  |                                                    |
| 35–38                                              | 4                                                  | Floridsdorf                                        | 1876                                               | C-n2                                               | 36.15–18 (alt), 39.01–04                           | 322.0                                              |                                                    |                                                    |
| 51–58                                              | 8                                                  | Floridsdorf, Bécsújhely                            | 1876/1881                                          | D-n2                                               | 71.01–08                                           | 401.101–106                                        |                                                    |                                                    |

## Fordítás
- Ez a szócikk részben vagy egészben  az   Eisenbahn Pilsen–Priesen(–Komotau) című német Wikipédia-szócikk fordításán alapul.  Az eredeti cikk szerkesztőit annak laptörténete sorolja fel. Ez a jelzés csupán a megfogalmazás eredetét és a szerzői jogokat jelzi, nem szolgál a cikkben szereplő információk forrásmegjelöléseként. - Az eredeti szócikk forrásai is ott találhatóak.